# 2 Armia Pancerna (III Rzesza)
2 Armia Pancerna (2 APanc) (inne nazwy: Grupa Pancerna Guderian, 2 Wyższe Dowództwo Pancerne, 2 Grupa Pancerna) – armia pancerna Wehrmachtu, uczestniczyła w ataku na Związek Radziecki i walkach z partyzantami na Bałkanach.
Utworzona w listopadzie 1940 jako 2 Grupa Pancerna (Panzergruppe 2) z dowództwa XIX Korpusu Armijnego. W lipcu i sierpniu 1941 oznaczana także jako Grupa Pancerna Guderian (Panzergruppe Guderian), w październiku 1941 przemianowana w 2 Wyższe Dowództwo Pancerne (Panzer-Oberkommando 2).
W grudniu 1940 przebywała w Niemczech w składzie Grupy Armii B. Tuż przed atakiem na Związek Radziecki sztab 2 Grupy Pancernej rozlokowany był w lesie obok wsi Wólka Dobryńska. W późniejszej fazie wojny walczyła w centralnym sektorze frontu wschodniego, w latach 1943–1944 w składzie Grupy Armii F zwalczała partyzantkę na Bałkanach. Pod koniec wojny walczyła z Armią Czerwoną.

## Dowódcy armii
- gen. płk Heinz Guderian (1940–1941)
- gen. płk Rudolf Schmidt (1941–1943)
- gen. piech. Heinrich Clößner (1943)
- feldmarsz. Walther Model (1943)
- gen. płk Lothar Rendulic (1943–1944)
- gen. piech. Franz Böhme (1944)
- gen. art. Maximilian de Angelis (1944–1945)[2]

## Struktura organizacyjna
Skład w czerwcu 1941
- XXXXVI Korpus Pancerny
- XXXXVII Korpus Pancerny
- XXIV Korpus Pancerny
- 1 Dywizja Kawalerii
- 10 Dywizja Piechoty

Skład we wrześniu 1943
- XV Korpus Górski
- XXI Korpus Górski
- LXIX Korpus Rezerwowy
- III Korpus Pancerny SS

Skład w kwietniu 1944
- XXI Korpus Armijny
- V Korpus Górski SS
- XV Korpus Armijny
- Korpus Armijny Syrmien
- Dywizja „Brandenburg”
- 1 Kozacka Dywizja Kawalerii